# 社会科学
社会科学（しゃかいかがく、英: social science）とは、自然と対比された社会についての科学的な認識活動およびその活動によって生み出された知識の体系である。人間の社会の様々な面を科学的に探求する学術分野の総体である。社会科学における心理の変化に依って自然と対比されているものであるが、この「自然 / 社会」という対比は、遡れば古代ギリシアの「フュシス / ノモス」という対比的概念にまでさかのぼることができる。経済学、法学、政治学などの総称。日本語だと呼称が似ているが社会学はSociology。

## 概要
「社会科学」に分類される、個別科学としての経済学、法学、政治学などの総称。社会学については、単に人文社会科学に分類されたり、社会科学に分類されたり、個別科学として社会諸科学の一分野または社会科学そのものであるのかの議論がある。また、ある文脈上では心理学も社会科学に該当する。

## 学問分野の分類

### 社会科学へ分類される学問
以下に挙げる学問分野が社会科学とされる代表的なものである。
- 法学[4]
- 政治学[4]
- 政策科学[4]
- 経済学[4]
- 経営学[4]
- 社会学[4]
- 教育学
- 社会心理学（心理学）

### 人文学へ分類される学問
以下に挙げる学問分野は人文学と区分されたり、人文社会科学として曖昧にされている学問分野である。
- 哲学
- 倫理学
- 歴史学
- 人文地理学
- 地域研究
- 文化人類学（社会人類学）
- 言語学（社会言語学）

### 社会科学要素がある自然科学
- 自然地理学

### 社会科学要素がある形式科学
- 情報学（社会情報学など）
- 統計学
- データサイエンス
- 会計学

### 社会科学要素がある応用科学
- 経営工学
- 社会工学
- 都市工学

### 自然科学的アプローチを利用する社会科学
- 経済物理学

社会科学の諸分野を包括的に学習することができる「社会科学部」が早稲田大学など一部の大学に存在するが、その数は非常に少ない。

## その他
- 自然科学と比較して用語の定義が曖昧で研究の再現性が低いとされることがある[7]。アメリカ国立衛生研究所の行動・社会科学研究室は、専門用語の定義について合意を行い、厳密に定義された用語を用いることを提案している[7]。これについてカリフォルニア工科大学のコリン・キャメラー（英語版）は、NIHが用語の定義といった、再現性に対して大きな効果のあるものを優先的に行おうとしていることを評価する一方で、全ての研究者に単一の基準を使用することには問題もあることを指摘し、あまりよくない一つの基準にこだわるよりは、許容できる複数の基準がある方がよいとしている[7]。再現性の問題は、特に心理学や医学で最も激しいと言われることがあるが、機械学習や人工知能の手法などで解決しようとする試みもある[11]。また、大学生を実験者とする社会科学研究は、一般社会に適用できる場合とそうでない場合がある[12][要検証 – ノート]。